# Agaç
Ağaç je stará jednotka délky používaná v Turecku. Její hodnota je 5010 m nebo také 5334 m - v tom případě 1 Ağaç = 3 berri.